# Diego Zabala
Diego Zabala, vollständiger Name Diego Martín Zabala Morales, (* 19. September 1991 in Montevideo) ist ein uruguayischer Fußballspieler.

## Karriere
Der 1,69 Meter große Mittelfeldakteur Zabala steht mindestens seit der Spielzeit 2010/11 im Kader des uruguayischen Erstligisten Racing Club de Montevideo. In jener Saison bestritt er neun Partien (ein Tor) in der Primera División. In den nachfolgenden Spielzeiten 2011/12, 2012/13 und 2013/14 lief er in 12, 20 bzw. 30 Erstligaspielen auf und erzielte dabei 1, 2 bzw. 3 Treffer. In der Saison 2014/15 wurde er 29-mal (fünf Tore) in der höchsten uruguayischen Spielklasse eingesetzt. Es folgten 15 weitere Erstligaeinsätze (ein Tor) in der Apertura 2015. Anschließend wechselte er Anfang Februar 2016 zunächst für sechs Monate auf Leihbasis zu Vélez Sársfield. Dort absolvierte er 33 Spiele (sechs Tore) in der argentinischen Primera División und eins (kein Tor) in der Copa Argentina. Im Juli 2017 schloss er sich Unión de Santa Fe an.